# Antony Hook
Antony Hook est un homme politique britannique né le 10 avril 1980.
En 2019 il est élu député européen du parti des Libéral Democrate.